# Rally di Polonia 2017
Il Rally di Polonia 2017, ufficialmente denominato 74th ORLEN Rally Poland, è stata l'ottava prova del campionato del mondo rally 2017 nonché la settantaquattresima edizione del Rally di Polonia e la quinta con valenza mondiale. La manifestazione si è svolta dal 29 giugno al 2 luglio nelle campagne del Voivodato della Varmia-Masuria, nell'estremo nord-est della Polonia.
La gara è stata vinta dal belga Thierry Neuville navigato dal connazionale Nicolas Gilsoul, al volante di una Hyundai i20 Coupe WRC della squadra ufficiale Hyundai Motorsport, davanti all'altra coppia della Hyundai formata dal neozelandese Hayden Paddon e dal britannico Sebastian Marshall, e alla compagine francese composta da Sébastien Ogier e Julien Ingrassia.

## Itinerario
La manifestazione si disputò interamente nelle campagne pianeggianti del Voivodato della Varmia-Masuria, estremo nord-est del paese, articolandosi in 23 prove speciali distribuite in quattro giorni ed ebbe sede a Mikołajki, presso il lago Śniardwy, dove venne allestito anche il parco assistenza per tutti i concorrenti e la cerimonia finale di premiazione.
Il rally ebbe inizio giovedì 29 giugno alla Mikołajki Arena, il mini-circuito di 2,50 km realizzato nei pressi del parco stesso.
La seconda frazione (disputatasi venerdì 30 giugno) si articolava invece in due classiche sezioni di quattro prove ciascuno, da corrersi uno al mattino e uno al pomeriggio, nei territori ad est di Mikołajki, toccando il villaggio di Chmielewo (frazione di Orzysz) e i comuni rurali di Wieliczki, Świętajno e Stare Juchy; al termine delle suddette otto prove si tornò alla base per gareggiare nuovamente nella Mikołajki Arena.
Durante la terza frazione (sabato 1º luglio) gli equipaggi si cimentarono in un loop di quattro prove, come nella giornata precedente, gareggiando a Baranowo (frazione di Mikołajki) per poi spostarsi verso nord nei dintorni di Pozezdrze (in questa edizione la prova più lunga del rally con 21,24 km), Gołdap e Kruklanki e concludere con la terza prova all'interno della Mikołajki Arena.
Nella giornata finale di domenica 2 luglio si tornò nei pressi della sede del rally per le ultime quattro speciali, suddivise in due percorsi da ripetersi due volte: la prima in territorio di Orzysz e la seconda, valevole anche come power stage nel secondo passaggio, da corrersi in località Paprotki, frazione di Miłki.

## Resoconto
Durante tutti i quattro giorni del rally si ebbero condizioni meteo difficili con vento, pioggia e fango sul fondo stradale che determinarono una totale incertezza sull'andamento della gara, tanto che la testa della corsa cambiò per 10 volte in 23 prove speciali.

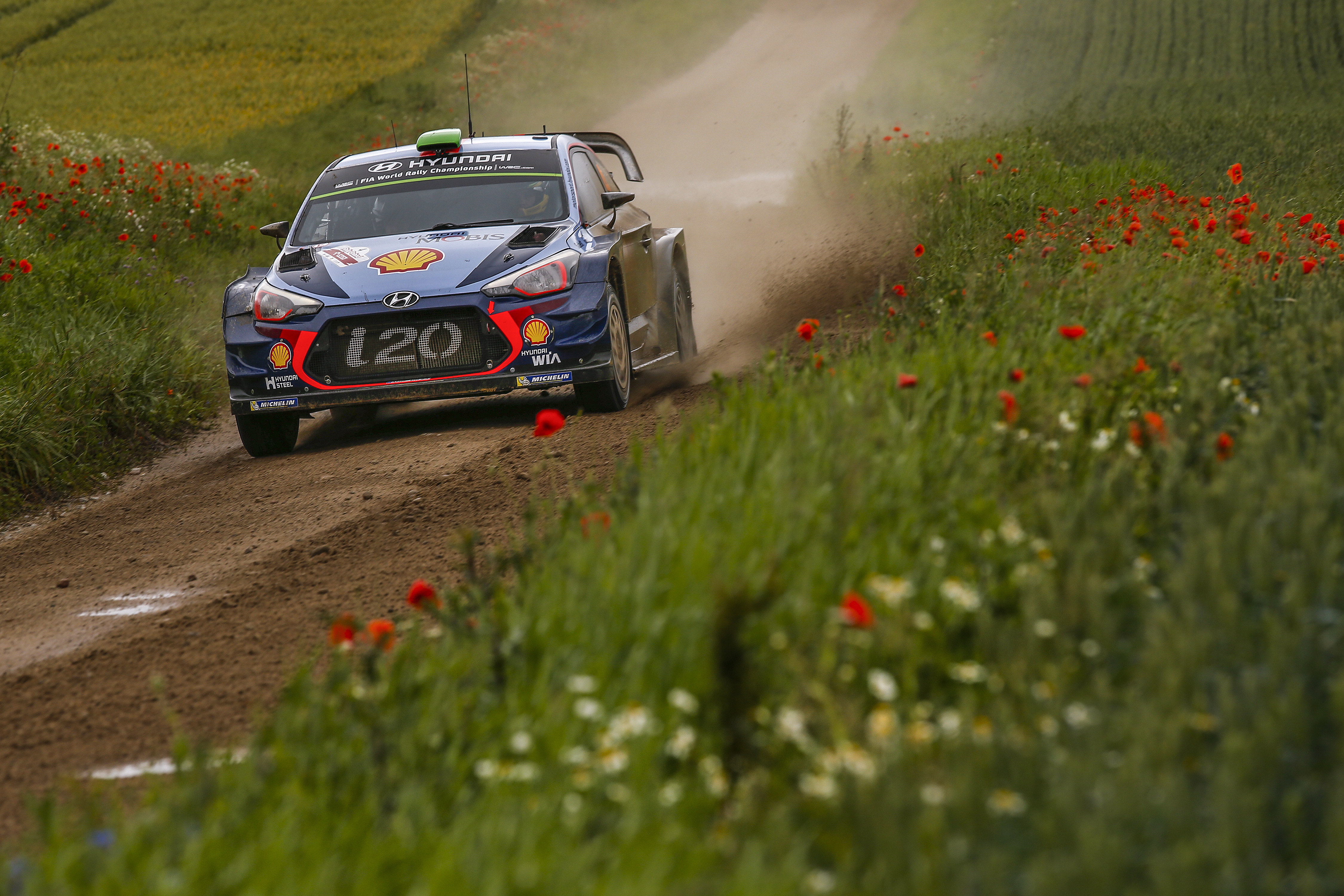
Hayden Paddon e Sebastian Marshall. secondi classificati

I vincitori Thierry Neuville e Nicolas Gilsoul, partiti in testa nella giornata finale, conquistarono la loro terza vittoria stagionale (la quinta in carriera), al termine di un'avvincente battaglia con gli estoni Ott Tänak e Martin Järveoja, i quali hanno dovuto abbandonare il rally a seguito di un incidente occorsogli durante la terzultima prova speciale, quando urtarono il lato della strada col posteriore dell'auto e andarono a sbattere contro un albero, non permettendo alla loro Fiesta WRC di ripartire nella successiva speciale a causa del danno subito al radiatore. Con il secondo posto conquistato da Hayden Paddon e Sebastian Marshall, giunti a poco più di un minuto e venti secondi dai compagni di squadra, la casa sudcoreana ottenne inoltre la prima doppietta della sua storia in un appuntamento mondiale mentre i neozelandesi ritornarono sul podio dopo 12 mesi di digiuno. Terzi, a 2 minuti e 20 secondi dai vincitori, si sono piazzati i campioni del mondo in carica Sébastien Ogier e Julien Ingrassia su Fiesta WRC della squadra M-Sport, i quali, nonostante alcuni problemi accusati dalla loro vettura, riuscirono ad assicurarsi il terzo gradino del podio e a mantenere la vetta della classifica mondiale con 11 punti di vantaggio sulla coppia belga.

Quarto l'equipaggio spagnolo composto da Dani Sordo e Marc Martí al volante della terza Hyundai, che piazzò così le sue tre vetture nei primi quattro posti, e quinta la coppia francese della Citroën formata da Stéphane Lefebvre e Gabin Moreau sulla C3 WRC, che eguagliarono il loro miglior risultato in carriera. Il promettente debuttante finlandese Teemu Suninen, per la prima volta al volante di una vettura WRC (una Fiesta del team M-Sport) e navigato dal connazionale Mikko Markkula, diede un'ottima impressione delle proprie qualità, fallendo di un soffio il quinto posto a causa di un testacoda nell'ultima prova, che lo costrinse al sesto posto finale, sopravanzato di 5 secondi da Lefebvre
I quarti della classifica mondiale prima di questo appuntamento, i finlandesi Jari-Matti Latvala e Miikka Anttila, sono stati costretti a un lungo stop nel mezzo di una speciale del sabato e, nonostante aver tentato di risolvere il problema sulla ruota posteriore, hanno dovuto ritirarsi per poi ripartire il giorno successivo con la regola del rally 2. Riuscirono comunque a vincere la power stage e ad assicurarsi 5 punti vitali per conquistare la terza posizione in graduatoria generale, sopravanzando di quattro lunghezze proprio Tänak e Järveoja, a secco di punti in Polonia.

## Risultati

### Classifica
| Pos.       | Nº       | Pilota              | Co-pilota             | Auto                       | Squadra                     | Classe      | Tempo     | Distacco | Punti    |     |
| Generale   | Generale | Generale            | Generale              | Generale                   | Generale                    | Generale    | Generale  | Generale | Generale |     |
| ---------- | -------- | ------------------- | --------------------- | -------------------------- | --------------------------- | ----------- | --------- | -------- | -------- | --- |
| 1.         | 5        | Thierry Neuville    | Nicolas Gilsoul       | Hyundai i20 Coupe WRC      | Hyundai Motorsport          | WRC         | 2h40'46"1 |          | 26       |     |
| 2.         | 4        | Hayden Paddon       | Sebastian Marshall    | Hyundai i20 Coupe WRC      | Hyundai Motorsport          | WRC         | 2h42'10"0 | +1'23"9  | 18       |     |
| 3.         | 1        | Sébastien Ogier     | Julien Ingrassia      | Ford Fiesta WRC            | M-Sport World Rally Team    | WRC         | 2h43'06"9 | +2'20"8  | 19       |     |
| 4.         | 6        | Dani Sordo          | Marc Martí            | Hyundai i20 Coupe WRC      | Hyundai Motorsport          | WRC         | 2h43'33"5 | +2'47"4  | 12       |     |
| 5.         | 9        | Stéphane Lefebvre   | Gabin Moreau          | Citroën C3 WRC             | Citroën Total Abu Dhabi WRT | WRC         | 2h43'57"9 | +3'11"8  | 12       |     |
| 6.         | 15       | Teemu Suninen       | Mikko Markkula        | Ford Fiesta WRC            | M-Sport World Rally Team    | WRC         | 2h44'02"9 | +3'16"8  | 8        |     |
| 7.         | 14       | Mads Østberg        | Ola Fløene            | Ford Fiesta WRC            | M-Sport World Rally Team    | WRC         | 2h44'25"7 | +3'39"6  | 6        |     |
| 8.         | 3        | Elfyn Evans         | Daniel Barritt        | Ford Fiesta WRC            | M-Sport World Rally Team    | WRC         | 2h45'25"2 | +4'39"1  | 4        |     |
| 9.         | 7        | Andreas Mikkelsen   | Anders Jæger          | Citroën C3 WRC             | Citroën Total Abu Dhabi WRT | WRC         | 2h45'29"6 | +4'43"5  | 5        |     |
| 10.        | 11       | Juho Hänninen       | Kaj Lindström         | Toyota Yaris WRC           | Toyota Gazoo Racing WRT     | WRC         | 2h45'39"8 | +4'53"7  | 1        |     |
| ...        | ...      | ...                 | ...                   | ...                        | ...                         | ...         | ...       | ...      | ...      | ... |
| 20.        | 10       | Jari-Matti Latvala  | Miikka Anttila        | Toyota Yaris WRC           | Toyota Gazoo Racing WRT     | WRC         | 3h08'47"1 | +28'01"0 | 5        |     |
| WRC-Trophy |          |                     |                       |                            |                             |             |           |          |          |     |
| 1. (16.)   | 21       | Valeriy Gorban      | Sergei Larens         | Mini John Cooper Works WRC | Eurolamp World Rally Team   | WRC-T       | 2h58'14"5 |          | 25       |     |
| 2. (30.)   | 22       | Jourdan Serderidis  | Lara Vanneste         | Citroën DS3 WRC            | -                           | WRC-T       | 3h26'20"5 | +28'06"0 | 18       |     |
| WRC-2      |          |                     |                       |                            |                             |             |           |          |          |     |
| 1. (12.)   | 34       | Ole Christian Veiby | Stig Rune Skjærmoen   | Škoda Fabia R5             | Printsport                  | RC2 / WRC-2 | 2h53'39"3 |          | 25       |     |
| 2. (13.)   | 31       | Pontus Tidemand     | Jonas Andersson       | Škoda Fabia R5             | Škoda Motorsport II         | RC2 / WRC-2 | 2h54'12"2 | +32"9    | 18       |     |
| 3. (15.)   | 40       | Quentin Gilbert     | Renaud Jamoul         | Škoda Fabia R5             | -                           | RC2 / WRC-2 | 2h57'59"6 | +4'20"3  | 15       |     |
| 4. (17.)   | 32       | Benito Guerra       | Daniel Cuè            | Škoda Fabia R5             | Motorsport Italia           | RC2 / WRC-2 | 3h00'44"2 | +7'04"9  | 12       |     |
| 5. (18.)   | 44       | Yoann Bonato        | Benjamin Boulloud     | Citroën DS3 R5             | -                           | RC2 / WRC-2 | 3h01'02"2 | +7'22"9  | 10       |     |
| 6. (19.)   | 42       | Wojciech Chuchała   | Sebastian Rozwadowski | Ford Fiesta R5             | -                           | RC2 / WRC-2 | 3h01'56"2 | +8'16"9  | 8        |     |
| 7. (22.)   | 35       | Fergus Greensmith   | Craig Parry           | Ford Fiesta R5             | -                           | RC2 / WRC-2 | 3h15'38"3 | +21'59"0 | 6        |     |
| 8. (23.)   | 43       | Fabio Andolfi       | Manuel Fenoli         | Hyundai i20 R5             | Aci Team Italia             | RC2 / WRC-2 | 3h15'58"2 | +22'18"9 | 4        |     |
| 9. (32.)   | 36       | Pedro Heller        | Pablo Olmos           | Ford Fiesta R5             | -                           | RC2 / WRC-2 | 3h29'50"0 | +36'10"7 | 2        |     |
| 10. (36.)  | 33       | Simone Tempestini   | Giovanni Bernacchini  | Citroën DS3 R5             | Gekon Racing                | RC2 / WRC-2 | 3h52'33"7 | +58'54"4 | 1        |     |
| WRC-3      |          |                     |                       |                            |                             |             |           |          |          |     |
| 1. (24.)   | 71       | Nil Solans          | Miquel Ibáñez Sotos   | Ford Fiesta R2T            | -                           | RC4 / WRC-3 | 3h17'47"0 |          | 25       |     |
| 2. (25.)   | 78       | Denis Rådström      | Johan Johansson       | Ford Fiesta R2T            | -                           | RC4 / WRC-3 | 3h18'02"4 | +15"4    | 18       |     |
| 3. (26.)   | 63       | Jakub Brzeziński    | Robert Hundla         | Citroën DS3 R3 Max         | Go+Cars                     | RC3 / WRC-3 | 3h19'57"8 | +2'10"8  | 15       |     |
| 4. (27.)   | 74       | Nicolas Ciamin      | Thibault de la Haye   | Ford Fiesta R2T            | -                           | RC4 / WRC-3 | 3h20'28"8 | +2'41"8  | 12       |     |
| 5. (28.)   | 72       | Terry Folb          | Christopher Guieu     | Ford Fiesta R2T            | -                           | RC4 / WRC-3 | 3h21'39"4 | +3'52"4  | 10       |     |
| 6. (29.)   | 73       | Julius Tannert      | Jürgen Heigl          | Ford Fiesta R2T            | ADAC Sachsen                | RC4 / WRC-3 | 3h24'04"8 | +6'17"8  | 8        |     |
| 7. (31.)   | 77       | Dillon Van Way      | Dai Roberts           | Ford Fiesta R2T            | -                           | RC4 / WRC-3 | 3h28'24"9 | +10'37"9 | 6        |     |
| 8. (33.)   | 62       | Francisco Name      | Armando Zapata        | Citroën DS3 R3 Max         | Name Rua Racing             | RC3 / WRC-3 | 3h40'12"0 | +22'25"0 | 4        |     |
| 9. (34.)   | 79       | Sebastian Careaga   | Rodrigo Sanjuan       | Ford Fiesta R2T            | -                           | RC4 / WRC-3 | 3h40'57"7 | +23'10"7 | 2        |     |
| 10. (35.)  | 80       | Emil Lindholm       | Tomi Tuominen         | Ford Fiesta R2T            | -                           | RC4 / WRC-3 | 3h46'30"4 | +28'43"4 | 1        |     |
| Junior WRC |          |                     |                       |                            |                             |             |           |          |          |     |
| 1. (24.)   | 71       | Nil Solans          | Miquel Ibáñez Sotos   | Ford Fiesta R2T            | -                           | RC4 / JWRC  | 3h17'47"0 |          | 34       |     |
| 2. (25.)   | 78       | Denis Rådström      | Johan Johansson       | Ford Fiesta R2T            | -                           | RC4 / JWRC  | 3h18'02"4 | +15"4    | 24       |     |
| 3. (27.)   | 74       | Nicolas Ciamin      | Thibault de la Haye   | Ford Fiesta R2T            | -                           | RC4 / JWRC  | 3h20'28"8 | +2'41"8  | 15       |     |
| 4. (28.)   | 72       | Terry Folb          | Christopher Guieu     | Ford Fiesta R2T            | -                           | RC4 / JWRC  | 3h21'39"4 | +3'52"4  | 17       |     |
| 5. (29.)   | 73       | Julius Tannert      | Jürgen Heigl          | Ford Fiesta R2T            | ADAC Sachsen                | RC4 / JWRC  | 3h24'04"8 | +6'17"8  | 10       |     |
| 6. (31.)   | 77       | Dillon Van Way      | Dai Roberts           | Ford Fiesta R2T            | -                           | RC4 / JWRC  | 3h28'24"9 | +10'37"9 | 8        |     |
| 7. (34.)   | 79       | Sebastian Careaga   | Rodrigo Sanjuan       | Ford Fiesta R2T            | -                           | RC4 / JWRC  | 3h40'57"7 | +23'10"7 | 6        |     |
| 8. (35.)   | 80       | Emil Lindholm       | Tomi Tuominen         | Ford Fiesta R2T            | -                           | RC4 / JWRC  | 3h46'30"4 | +28'43"4 | 8        |     |

| Principali ritiri | Principali ritiri | Principali ritiri | Principali ritiri | Principali ritiri | Principali ritiri        | Principali ritiri | Principali ritiri  | Principali ritiri |
| PS                | Nº                | Pilota            | Co-pilota         | Auto              | Squadra                  | Classe            | Causa              | Pos.              |
| ----------------- | ----------------- | ----------------- | ----------------- | ----------------- | ------------------------ | ----------------- | ------------------ | ----------------- |
| PS 4              | 12                | Esapekka Lappi    | Janne Ferm        | Toyota Yaris WRC  | Toyota Gazoo Racing WRT  | WRC               | Ruota persa        | 5º                |
| PS 22             | 2                 | Ott Tänak         | Martin Järveoja   | Ford Fiesta WRC   | M-Sport World Rally Team | WRC               | Danno da incidente | 3º                |

Legenda
| Icona | Classe                                                                               |
| ----- | ------------------------------------------------------------------------------------ |
| WRC   | Equipaggio di classe WRC che può conquistare punti per il campionato costruttori     |
| WRC   | Equipaggio di classe WRC che non può conquistare punti per il campionato costruttori |
| WRC-T | Equipaggio di classe WRC (ante 2017) registrato al campionato WRC Trophy             |
| WRC-2 | Equipaggio registrato al campionato WRC-2                                            |
| WRC-3 | Equipaggio registrato al campionato WRC-3                                            |
| JWRC  | Equipaggio registrato al campionato Junior WRC                                       |
|       | Ulteriori classificazioni                                                            |

### Prove speciali
| Frazione            | Prova | Ora   | Nome                     | Lunghezza | Vincitori                         | Tempo            | Leader del rally                  |
| ------------------- | ----- | ----- | ------------------------ | --------- | --------------------------------- | ---------------- | --------------------------------- |
| Frazione 1 (29 Giu) | PS1   | 19:08 | SSS Mikołajki Arena 1    | 2,50 km   | Elfyn Evans Daniel Barritt        | 1'44"4           | Elfyn Evans Daniel Barritt        |
| Frazione 2 (30 Giu) | PS2   | 07:15 | Chmielewo 1              | 6,52 km   | Thierry Neuville Nicolas Gilsoul  | 3'22"9           | Thierry Neuville Nicolas Gilsoul  |
| Frazione 2 (30 Giu) | PS3   | 09:00 | Wieliczki 1              | 15,05 km  | Jari-Matti Latvala Miikka Anttila | 7'33"0           | Jari-Matti Latvala Miikka Anttila |
| Frazione 2 (30 Giu) | PS4   | 09:55 | Świętajno 1              | 19,60 km  | Jari-Matti Latvala Miikka Anttila | 9'47"3           | Jari-Matti Latvala Miikka Anttila |
| Frazione 2 (30 Giu) | PS5   | 10:40 | Stare Juchy 1            | 13,50 km  | Thierry Neuville Nicolas Gilsoul  | 6'54"8           | Jari-Matti Latvala Miikka Anttila |
| Frazione 2 (30 Giu) | PS6   | 13:45 | Chmielewo 2              | 6,52 km   | prova cancellata                  | prova cancellata | Jari-Matti Latvala Miikka Anttila |
| Frazione 2 (30 Giu) | PS7   | 15:30 | Wieliczki 2              | 15,05 km  | Teemu Suninen Mikko Markkula      | 7'47"9           | Jari-Matti Latvala Miikka Anttila |
| Frazione 2 (30 Giu) | PS8   | 16:25 | Świętajno 2              | 19,60 km  | Thierry Neuville Nicolas Gilsoul  | 10'03"3          | Ott Tänak Martin Järveoja         |
| Frazione 2 (30 Giu) | PS9   | 17:10 | Stare Juchy 2            | 13,50 km  | Thierry Neuville Nicolas Gilsoul  | 7'07"4           | Thierry Neuville Nicolas Gilsoul  |
| Frazione 2 (30 Giu) | PS10  | 19:08 | SSS Mikołajki Arena 2    | 2,50 km   | Elfyn Evans Daniel Barritt        | 1'44"3           | Thierry Neuville Nicolas Gilsoul  |
| Frazione 3 (1º Lug) | PS11  | 08:08 | Baranowo 1               | 15,55 km  | Jari-Matti Latvala Miikka Anttila | 8'02"2           | Thierry Neuville Nicolas Gilsoul  |
| Frazione 3 (1º Lug) | PS12  | 09:20 | Pozezdrze 1              | 21,24 km  | Ott Tänak Martin Järveoja         | 10'39"8          | Ott Tänak Martin Järveoja         |
| Frazione 3 (1º Lug) | PS13  | 10:45 | Gołdap 1                 | 14,75 km  | Hayden Paddon Sebastian Marshall  | 7'24"1           | Ott Tänak Martin Järveoja         |
| Frazione 3 (1º Lug) | PS14  | 11:35 | Kruklanki 1              | 19,58 km  | Thierry Neuville Nicolas Gilsoul  | 10'08"5          | Thierry Neuville Nicolas Gilsoul  |
| Frazione 3 (1º Lug) | PS15  | 14:08 | Baranowo 2               | 15,55 km  | Thierry Neuville Nicolas Gilsoul  | 7'47"9           | Thierry Neuville Nicolas Gilsoul  |
| Frazione 3 (1º Lug) | PS16  | 15:20 | Pozezdrze 2              | 21,24 km  | Hayden Paddon Sebastian Marshall  | 10'23"4          | Ott Tänak Martin Järveoja         |
| Frazione 3 (1º Lug) | PS17  | 16:45 | Gołdap 2                 | 14,75 km  | Hayden Paddon Sebastian Marshall  | 7'20"8           | Ott Tänak Martin Järveoja         |
| Frazione 3 (1º Lug) | PS18  | 17:35 | Kruklanki 2              | 19,58 km  | Thierry Neuville Nicolas Gilsoul  | 10'02"1          | Thierry Neuville Nicolas Gilsoul  |
| Frazione 3 (1º Lug) | PS19  | 19:30 | SSS Mikołajki Arena 3    | 2,50 km   | Elfyn Evans Daniel Barritt        | 1'44"4           | Thierry Neuville Nicolas Gilsoul  |
| Frazione 4 (2 Lug)  | PS20  | 08:10 | Orzysz 1                 | 11,15 km  | Ott Tänak Martin Järveoja         | 6'10"3           | Ott Tänak Martin Järveoja         |
| Frazione 4 (2 Lug)  | PS21  | 09:08 | Paprotki 1               | 18,68 km  | Thierry Neuville Nicolas Gilsoul  | 8'58"1           | Thierry Neuville Nicolas Gilsoul  |
| Frazione 4 (2 Lug)  | PS22  | 10:45 | Orzysz 2                 | 11,15 km  | Thierry Neuville Nicolas Gilsoul  | 6'02"6           | Thierry Neuville Nicolas Gilsoul  |
| Frazione 4 (2 Lug)  | PS23  | 12:18 | Paprotki 2 (power stage) | 18,68 km  | Jari-Matti Latvala Miikka Anttila | 8'57"5           | Thierry Neuville Nicolas Gilsoul  |

### Power stage
PS23: Paprotki 2 di 18,68 km, disputatasi domenica 2 luglio 2017 alle ore 12:18 (UTC+2).
| Pos. | No. | Pilota             | Co-pilota        | Auto                  | Classe | Tempo  | Distacco | Punti |
| ---- | --- | ------------------ | ---------------- | --------------------- | ------ | ------ | -------- | ----- |
| 1    | 10  | Jari-Matti Latvala | Miikka Anttila   | Toyota Yaris WRC      | WRC    | 8'57"5 |          | 5     |
| 2    | 1   | Sébastien Ogier    | Julien Ingrassia | Ford Fiesta WRC       | WRC    | 9'02"4 | +4"9     | 4     |
| 3    | 7   | Andreas Mikkelsen  | Anders Jæger     | Citroën C3 WRC        | WRC    | 9'02"8 | +5"3     | 3     |
| 4    | 9   | Stéphane Lefebvre  | Gabin Moreau     | Citroën C3 WRC        | WRC    | 9'03"8 | +6"3     | 2     |
| 5    | 5   | Thierry Neuville   | Nicolas Gilsoul  | Hyundai i20 Coupe WRC | WRC    | 9'03"9 | +6"4     | 1     |

## Classifiche mondiali
Classifica piloti
| Pos. | Pos. | Pilota             | Punti |
| ---- | ---- | ------------------ | ----- |
| 1    |      | Sébastien Ogier    | 160   |
| 2    |      | Thierry Neuville   | 149   |
| 3    | 1    | Jari-Matti Latvala | 112   |
| 4    | 1    | Ott Tänak          | 108   |
| 5    |      | Dani Sordo         | 82    |
| 6    |      | Elfyn Evans        | 57    |
| 7    | 1    | Hayden Paddon      | 51    |
| 8    | 1    | Craig Breen        | 43    |
| 9    |      | Juho Hänninen      | 30    |
| 10   |      | Kris Meeke         | 27    |
| 11   | 3    | Stéphane Lefebvre  | 22    |
| 12   |      | Andreas Mikkelsen  | 21    |
| 13   | 2    | Esapekka Lappi     | 20    |
| 14   | 1    | Mads Østberg       | 18    |
| 15   |      | Teemu Suninen      | 13    |
| 16   |      | Jan Kopecký        | 5     |
| 17   |      | Pontus Tidemand    | 4     |
| 18   |      | Eric Camilli       | 2     |
| 19   | 1    | Stéphane Sarrazin  | 2     |
| 20   |      | Yohan Rossel       | 1     |
| 21   |      | Bryan Bouffier     | 1     |

Classifica co-piloti
| Pos. | Pos. | Co-pilota              | Punti |
| ---- | ---- | ---------------------- | ----- |
| 1    |      | Julien Ingrassia       | 160   |
| 2    |      | Nicolas Gilsoul        | 149   |
| 3    | 1    | Miikka Anttila         | 112   |
| 4    | 1    | Martin Järveoja        | 108   |
| 5    |      | Marc Martí             | 82    |
| 6    |      | Daniel Barritt         | 57    |
| 7    |      | Scott Martin           | 43    |
| 8    |      | John Kennard           | 33    |
| 9    |      | Kaj Lindström          | 30    |
| 10   |      | Paul Nagle             | 27    |
| 11   | 3    | Gabin Moreau           | 22    |
| 12   |      | Anders Jæger           | 21    |
| 13   | 2    | Janne Ferm             | 20    |
| 14   | N    | Sebastian Marshall     | 18    |
| 15   | 2    | Ola Fløene             | 18    |
| 16   | 1    | Mikko Markkula         | 13    |
| 17   | 1    | Pavel Dresler          | 5     |
| 18   | 1    | Jonas Andersson        | 4     |
| 19   | 1    | Benjamin Veillas       | 2     |
| 20   | 2    | Jacques Julien Renucci | 2     |
| 21   | 1    | Benoît Fulcrand        | 1     |
| 22   | 1    | Denis Giraudet         | 1     |

Classifica costruttori WRC
| Pos. | Pos. | Squadra                     | Punti |
| ---- | ---- | --------------------------- | ----- |
| 1    |      | M-Sport World Rally Team    | 259   |
| 2    |      | Hyundai Motorsport          | 237   |
| 3    |      | Toyota Gazoo Racing WRC     | 153   |
| 4    |      | Citroën Total Abu Dhabi WRT | 117   |